# Viișoara, Edineț
Viișoara, Edineț este un sat din raionul Edineț, Republica Moldova.

## Demografie

### Structura etnică
Structura etnică a satului conform recensământului populației din 2004:
| Grup etnic         | Populație | % Procentaj |
| ------------------ | --------- | ----------- |
| Moldoveni / Români | 1411      | 99,3%       |
| Ruși               | 7         | 0,49%       |
| Ucraineni          | 3         | 0,21%       |
| Total              | 1421      | 100%        |

## Administrație și politică
Componența Consiliului local Viișoara (9 consilieri), ales la 5 noiembrie 2023, este următoarea:
|  | Partid                                       | Consilieri | Componență | Componență | Componență | Componență |
|  | -------------------------------------------- | ---------- | ---------- | ---------- | ---------- | ---------- |
|  | Partidul Acțiune și Solidaritate             | 4          |            |            |            |            |
|  | Partidul Liberal Democrat din Moldova        | 2          |            |            |            |            |
|  | Partidul Social Democrat European            | 2          |            |            |            |            |
|  | Partidul Socialiștilor din Republica Moldova | 1          |            |            |            |            |